# Ordre de Sainte-Catherine
Pour les articles homonymes, voir Ordre de Sainte-Catherine (homonymie).
L’ordre impérial de Sainte-Catherine, la Grande Martyre – ordre de la Libération (délivrance) (en russe : Орден Святой Великомученицы Екатерины — Орден Освобождения), est un ordre honorifique russe fondé par Pierre le Grand en 1713 en l'honneur de son épouse, la future impératrice Catherine Ire, pour commémorer les services rendus par son épouse pendant la guerre russo-turque de 1711. Sa devise était : Pour l’Amour et la Patrie (За любовь и отечество - Za lioubov i otetchestvo).
Tout d'abord distribué aux hommes, il fut dès le règne de Catherine Ire exclusivement réservé aux dames de la noblesse. Très prestigieux, il a été décerné un peu plus de huit cents fois en dehors de la famille impériale, jusqu'en 1917.
Uniclasse à l'origine, l'ordre comporta deux classes à partir de 1797 : grand-croix et petite-croix.
Les dames de 1re classe portaient une plaque au côté gauche et l'insigne de grand-croix suspendu à un cordon passant sur l'épaule droite.
Les dames de 2e classe portaient l'insigne de petite-croix suspendu à un nœud de ruban au côté gauche.

## Origine

Sainte Catherine d'Alexandrie, œuvre du peintre italien Lorenzo Lotto (1522).

C'est en 1713 que Pierre le Grand institua l'ordre de Sainte-Catherine, afin de récompenser la conduite méritoire de son épouse Catherine au cours de la guerre russo-turque. L'ordre fut mis sous le patronage de sainte Catherine, martyre des premiers siècles. Initialement, l'ordre était nommé ordre de la Libération et destiné uniquement à son épouse.
Au cours de cette campagne militaire, trente-huit mille soldats de l'Armée impériale commandés par Boris Petrovitch Cheremetiev furent encerclés par cent-dix-huit mille Turcs et Tatars, le 18 juillet 1711, sur les bords de la rivière Prout. Le lendemain, après de violents et sanglants combats, les janissaires refusèrent le combat contre les Russes. Selon la légende, Catherine soudoya le 21 juillet 1711 les ambassadeurs turcs en leur offrant ses bijoux. Cette remarquable initiative conduisit à la signature du traité du Prout, le 23 juillet 1711. Charles XII de Suède entra dans une grande colère et tenta de persuader le grand vizir Baltacı Mehmet Pacha de reprendre le combat, mais il se heurta à un refus.

## Sous le règne de PierreIer
Le 24 novembre 1713 (jour de la Sainte-Catherine selon le calendrier julien), Pierre le Grand attribua lui-même l'ordre de Sainte-Catherine à son épouse.

### Statut de 1713
Le statut de l'ordre de Sainte-Catherine fut fondé en 1714. Il subit de profondes modifications sous le règne de Paul Ier (1797).
L'épouse de l'empereur (même veuve) ou l'épouse du tsarévitch était désignée comme grande-maîtresse de l'ordre. L'ordre de Sainte-Catherine (1re classe) était attribué aux grandes-duchesses le jour de leur baptême, quant aux jeunes princesses du sang, elles étaient honorées par cette distinction (2e classe) le jour de leur majorité.
À sa création en 1714, le ruban de l'ordre était de couleur blanche et orné de liserés or, sur lequel était inscrit en lettres d'or : « Pour l’Amour et la Patrie ». Ce n'est que plus tard que celui-ci deviendra rouge agrémenté de bordures argentées.
La cérémonie de la remise de l'insigne suivait un protocole très rigoureux. Celle-ci débutait par une grande liturgie célébrée par le patriarche de l'Église russe. Devant toute la Cour impériale réunie, la titulaire de l'insigne prêtait serment de fidélité et de loyauté à l'Empereur. Dieu ayant permis à Pierre Ier d'échapper à une capture certaine par les Turcs, (18 juillet 1711), les récipiendaires avaient le devoir quotidien d'adresser des prières de remerciements à Dieu. En outre, dans leurs invocations, les bénéficiaires de l'ordre demandaient l'intercession du Très-Haut afin que Celui-ci accorde aux membres de la famille impériale santé et prospérité. Chaque dimanche, la bénéficiaire de l'ordre demandait dans ses prières l'affranchissement des chrétiens retenus en captivité par les barbares.

### Tenue de cérémonie
Les grandes-duchesses et les princesses de sang royal portait des tenues différentes (tenue relative à la classe) lors des cérémonies de remise des insignes, le jour de la fête de l'Ordre.

## Sous le règne de CatherineIre

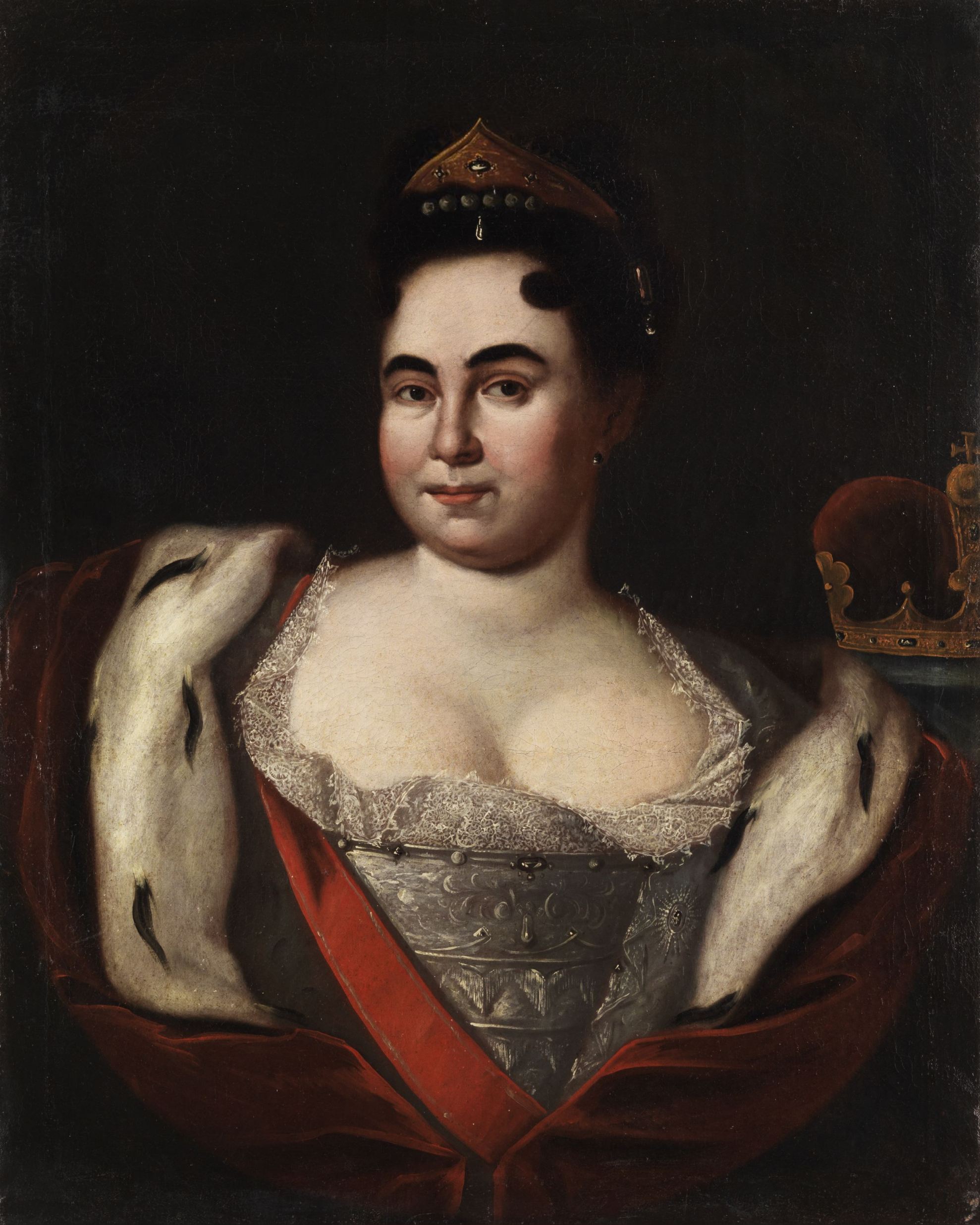
L'impératrice Catherine Ire portant le ruban rouge de l'Ordre de Sainte-Catherine (1720).

Cet ordre était réservé uniquement aux femmes, mais, selon la liste des récipiendaires, deux hommes reçurent cette distinction. Catherine Ire l'attribua à Alexandre Alexandrovitch Menchikov, jeune fils du célèbre généralissime. « Pour son caractère trop timide et féminin » le 5 février 1727.
À son accession au trône impérial en 1725, Catherine Ire attribua l'ordre de Sainte-Catherine aux deux filles de Pierre Ier : Anna Petrovna de Russie et la future impératrice Élisabeth. L'ordre fut également décerné à la grande-duchesse Natalia Alexeïevna de Russie (petite-fille de Pierre Ier), aux trois filles du tsar Ivan V : les grandes-duchesses Marie, Catherine, duchesse de Mecklembourg-Schwerin, la future impératrice Anne et enfin Prascovie Ivanovna de Russie. Les premières princesses de sang royal décorées furent Daria Mikhaïlovna Arsenieva, épouse d'Alexandre Danilovitch Menchikov, et leur fils Alexandre Alexandrovitch Menchikov, alors âgé de 11 ans. Hormis le jeune Menchikov, l'impératrice décerna à sept reprises l'ordre de Sainte-Catherine.

## Sous le règne de Pierre II
Le 29 juin 1727, Pierre II, jeune garçon de douze ans sous l'emprise politique d'Alexandre Menchikov, attribua l'ordre de Sainte-Catherine à Maria Alexandrovna Menchikova (1711-1729), à Alexandra Alexandrovna Menchikova (1712-1736) (future épouse du général Gustave Biron) et à la demoiselle d'honneur de l'impératrice Catherine Ire, Barbara Mikhaïlovna Arsenieva (1676-1730). Promise à Pierre II, le 30 novembre 1729, la princesse Catherine Dolgorouki fut décorée de l'ordre de Sainte-Catherine, mais à son accession au trône en 1730, Anne Ire la priva de cet honneur.
le prince Dolgorouki, frère de Catherine Dolgorouki, devint le second bénéficiaire masculin de l'ordre de Saint-Catherine. Il semblerait que ce soit en échange de faveurs sexuelles, que Pierre II lui attribua l'ordre de Sainte-Catherine. La remise de cet ordre créa un scandale à Saint-Pétersbourg et dans leur courrier, les diplomates étrangers en poste en Russie firent des remarques désobligeantes sur le comportement bisexuel du jeune homme.

## Sous le règne d'AnneIre
De 1730 à 1740, Anne Ire attribua l'ordre de Sainte-Catherine à cinq personnalités :
- 12 mai 1733 : Élisabeth Catherine Christine de Mecklembourg-Schwerin.
- 15 juin 1737 : Marie-Josèphe Caroline Éléonore Françoise Xavière de Saxe.
- 16 juin 1738 : Élisabeth-Sophie de Brandebourg (1679-1748), seconde épouse du duc Ernest-Louis Ier de Saxe-Meiningen.
- 17 février 1740 : Benigna Gottliebe von Trotha (1703-1782), épouse Ernst Johann von Biron[8].

## Sous le règne d'ÉlisabethIre
Le 10 février 1744, le comte Razoumovski, amant d'Élisabeth Ire, attribua l'ordre de Sainte-Catherine à la princesse Sophie d'Anhalt-Zerbst (future Catherine II) alors fiancée au futur Pierre III de Russie.

### Récipiendaires
- le 18 décembre 1741 : Anastasia Ivanovna Troubetzkaïa, épouse du prince Ludwig Wilhelm de Hesse-Hombourg.
- 1742 : Barbara Radziwiłł (1690-1770), épouse du prince Nikolaï Radziwiłł.
- 15 mars 1743 : Albertine Frederike, duchesse douairière de Schleswig-Holstein.
- 10 février 1744 : Jeanne-Élisabeth de Holstein-Gottorp (1712-1760), mère de Catherine II de Russie.
- 30 août 1745 : duchesse Maria-Augusta de Wurtemberg.
- 30 août 1745 : Anne de Schleswig-Holstein.
- 30 août 1745 : Hedwige Sophia Augusta de Schleswig-Holstein[8].

Au total, Élisabeth Ire décerna treize insignes de l'ordre de Sainte-Catherine.

## Sous le règne de Catherine II
Sous son règne, la tenue d'apparat des récipiendaires de l'ordre de Sainte-Catherine subit quelques modifications. L'impératrice décerna 41 insignes de cet Ordre.
Au cours du conflit opposant la Russie au royaume de Suède, un petit brick russe, le Mercure commandé par le capitaine R. V. Crown attaqua le 21 mai 1789, et captura la Vénus, une frégate suédoise armée de 44 canons. Au terme de cette bataille navale, Catherine II attribua au valeureux capitaine l'ordre de Saint-Georges (4e classe) et l'éleva au grade de capitaine (2e rang). Son épouse, Marfa Ivanovna Crown, avait, au cours de la bataille, porté secours aux nombreux blessés. L'impératrice récompensa son acte de mansuétude en lui attribuant l'ordre de Sainte-Catherine.

## Sous le règne de PaulIer

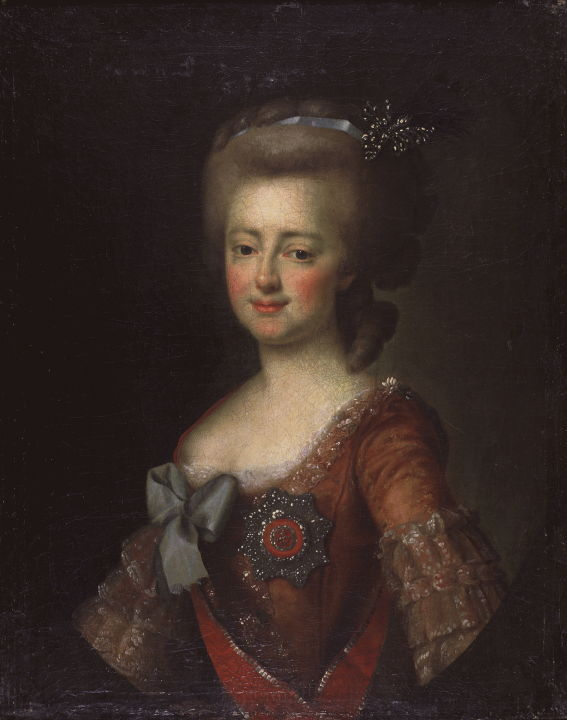
Portrait de l'impératrice Maria Fiodorovna (1780), œuvre du peintre russe Dmitri Grigorievitch Levitski (1735-1822).

En 1797, Paul Ier donna un statut officiel à cet ordre honorifique. Le 5 avril 1797, l'empereur approuva les quatre ordres de la Russie impériale : l'ordre de Saint-André (1), l'ordre de Sainte-Catherine (2), l'ordre de Saint-Alexandre Nevski (3), l'ordre de Sainte-Anne (4). Ce dernier était à l’origine une distinction du duché de Holstein-Gottorp et fut intégré aux ordres de l'Empire russe par Paul Ier. L’empereur nourrissant un vif ressentiment pour sa mère, la Grande Catherine, il abolit deux ordres créés par elle : l'ordre de Saint-Georges (1769) et l'ordre de Saint-Vladimir (1782), rétablis plus tard.
L'épouse de l'empereur (même veuve) restait jusqu'à son décès grande-maîtresse de l'ordre.
Concernant les grandes-duchesses et les princesses de sang, Paul Ier confirma le statut de 1714 : le jour de leur baptême, les jeunes filles de la famille impériale recevaient l'ordre de Sainte-Catherine. Les jeunes princesses de sang étaient honorées par cette distinction le jour de leur majorité. En outre, en 1797, Paul Ier institua l'armorial des familles nobles de l'Empire russe. L'empereur accorda la permission aux détentrices de l'ordre de Sainte-Catherine d'apposer le ruban rouge sur leur blason.
Lors de sa création en 1713, le ruban de l'ordre de Sainte-Catherine était de couleur blanche bordé de liserés dorés. Le 5 avril 1797, Paul Ier fit adopter le ruban de couleur rouge bordé de liserés argentés.

### Tenue protocolaire

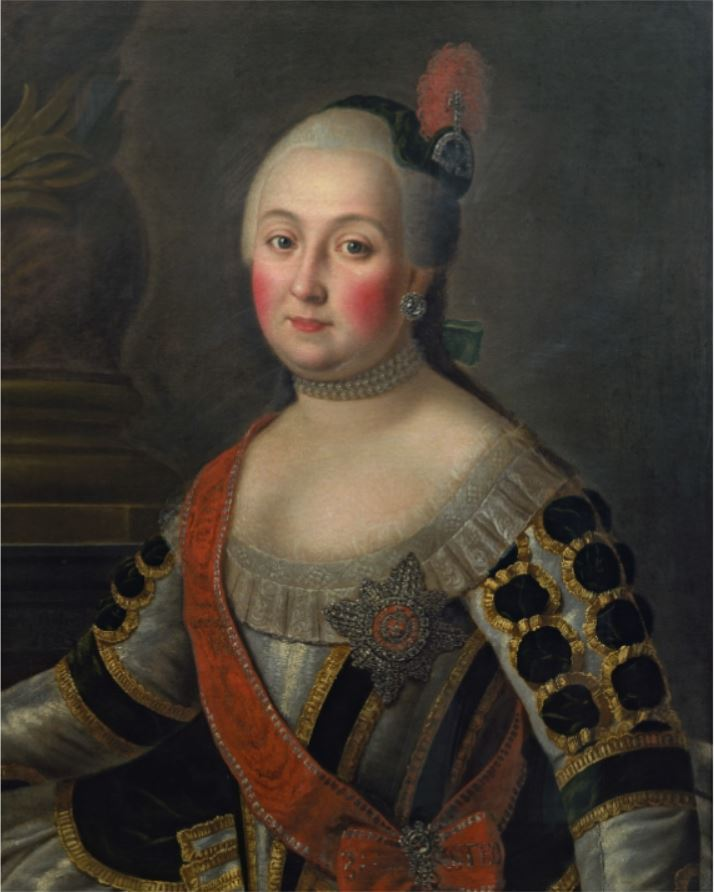
La princesse Anna Karlovna Vorontsova, née Skavronskaïa, en tenue de cérémonie de l'ordre de Sainte-Catherine, œuvre du peintre russe Alexeï Antropov (1716-1795).

Depuis le règne de Catherine II, la tenue d'apparat de l'ordre de Sainte-Catherine ne subit aucun changement. Le 5 avril 1797, Paul Ier apporta quelques modifications à l'aspect vestimentaire des titulaires. Une robe et une coiffe différents composèrent alors les atours de ces dames. La robe à panier était confectionnée dans un brocart argenté et un gaufré de velours noir agrémentait la robe. Celle-ci se terminait par une traîne de velours vert ornée de broderies d'or. Une coiffe de velours noir ornait la tête de la récipiendaire. Sur le côté gauche de la coiffure, un demi-cercle bordé de dentelle (rappelant le supplice de la roue subi par sainte Catherine), cette demi-lune était surmontée d'une croix latine sertie de diamants. À cet ensemble, s'ajoutait un plumet rouge et blanc. La tenue de cérémonie de l'ordre était d'un aspect différent selon la classe de la récipiendaire.
Concernant la grande-maîtresse de l'Ordre et son adjointe, la demi-lune changeait d'aspect. Des diamants, des rubis embellissaient le demi-cercle d'or et d'argent.

### Règlement d'admission et pensions
À leur admission, les dames honorées de l'insigne de 1re classe s'acquittaient de la somme de 400 roubles et de 250 roubles pour les dames titulaires de l'insigne de 2e classe. Ces sommes étaient consacrées au soutien des associations caritatives de l'Empire et aux établissements scolaires de Saint-Pétersbourg et de Moscou. Ces derniers étaient réservés uniquement aux jeunes filles issues de la noblesse ou pour celles dont les pères avaient été élevés au titre de chevalier de l'un des ordres de la Russie impériale. Une titulaire de l'ordre de Sainte-Catherine avait le pouvoir de désigner une jeune fille issue de la noblesse pour son admission dans l'une des deux écoles. (La princesse Dolgorouki fréquenta l'institut Smolny pour jeunes filles de Saint-Pétersbourg et ce fut en ce lieu que l'empereur Alexandre II rencontra pour la seconde fois la princesse)

## Description de l'ordre de Sainte-Catherine (XVIIIesiècle)

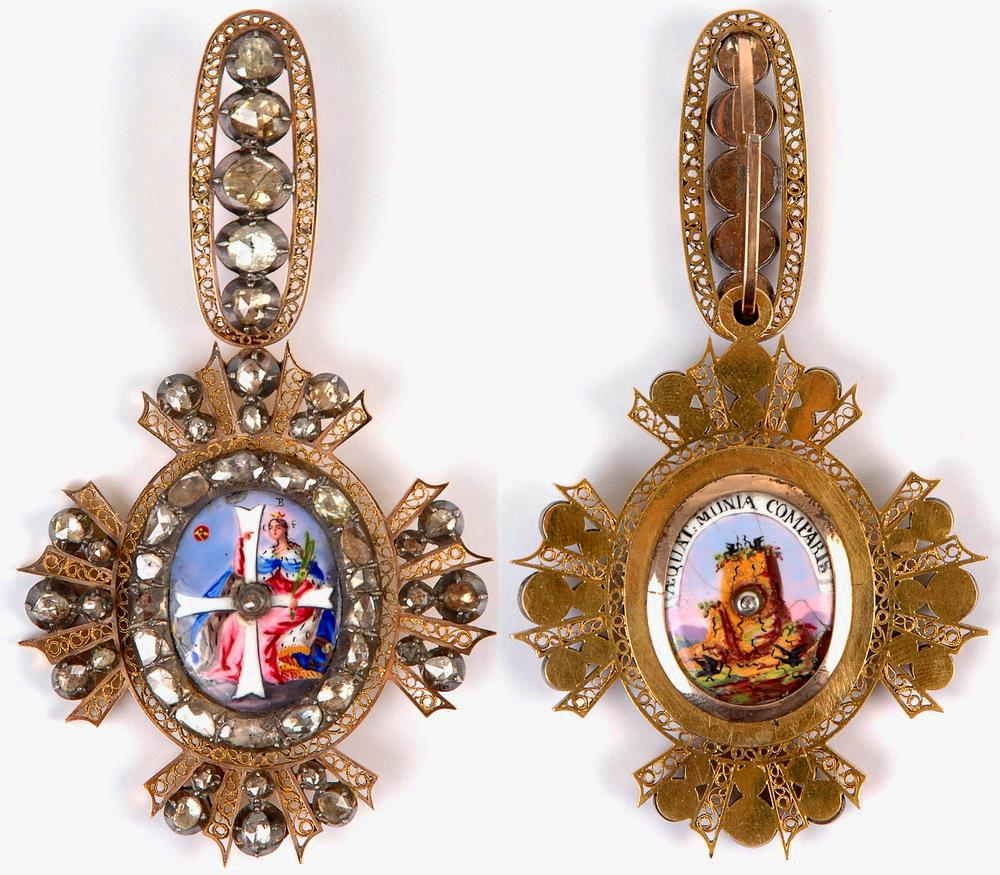
L'ordre de Sainte-Catherine (2e classe) au XVIIIe siècle, avers et revers.

Le ruban de couleur rouge est bordé de liserés argentés avec cette inscription : « Pour l'Amour et la Patrie ».
- Avers : Au XVIIIe siècle, l'ordre de Sainte-Catherine se présentait sous l'aspect d'une croix avec, en son centre, un médaillon de forme ovale et en or, ce dernier est ceint par des diamants. Il représente sainte Catherine d'Alexandrie vêtue d'une longue robe rose, un manteau bleu doublé d'hermine lui recouvrant les épaules. Dans la main gauche, une croix blanche avec, en son centre, un cercle symbolisant la roue et dans la main droite, une palme, symbole du martyre. À ses côtés, la roue, symbole de son supplice.
- Revers : Sur le revers l'image représente une tour en ruine, avec au pied de celle-ci deux aigles détruisent un nid de serpents. Au sommet de la tour une aire abritent deux aiglons. Au-dessus de la tour, l'inscription de cette devise est : Aequant Munia Comparis.
- Plaque : Avant la réforme de l'ordre par Paul Ier (1797), les plaques des ordres impériaux russes étaient composées de fils de métal d'or ou d'argent brodés en spirale, les plaques étant dépourvues de diamants.

La plaque de l'ordre de Sainte-Catherine se composait de huit branches. En son centre, se trouvait un cercle rouge autour duquel était inscrite la devise de l'ordre : « Pour l'Amour et la Patrie ». Une croix et une roue symbole du martyre de sainte Catherine d'Alexandrie figuraient an centre du cercle.

## Sous le règne d'AlexandreIer
Alexandre Ier de Russie attribua 139 insignes de l'ordre de Sainte-Catherine.
L'empereur attribua l'ordre de Sainte-Catherine aux épouses des généraux ayant pris part aux Guerres napoléoniennes.

## Sous le règne de NicolasIer

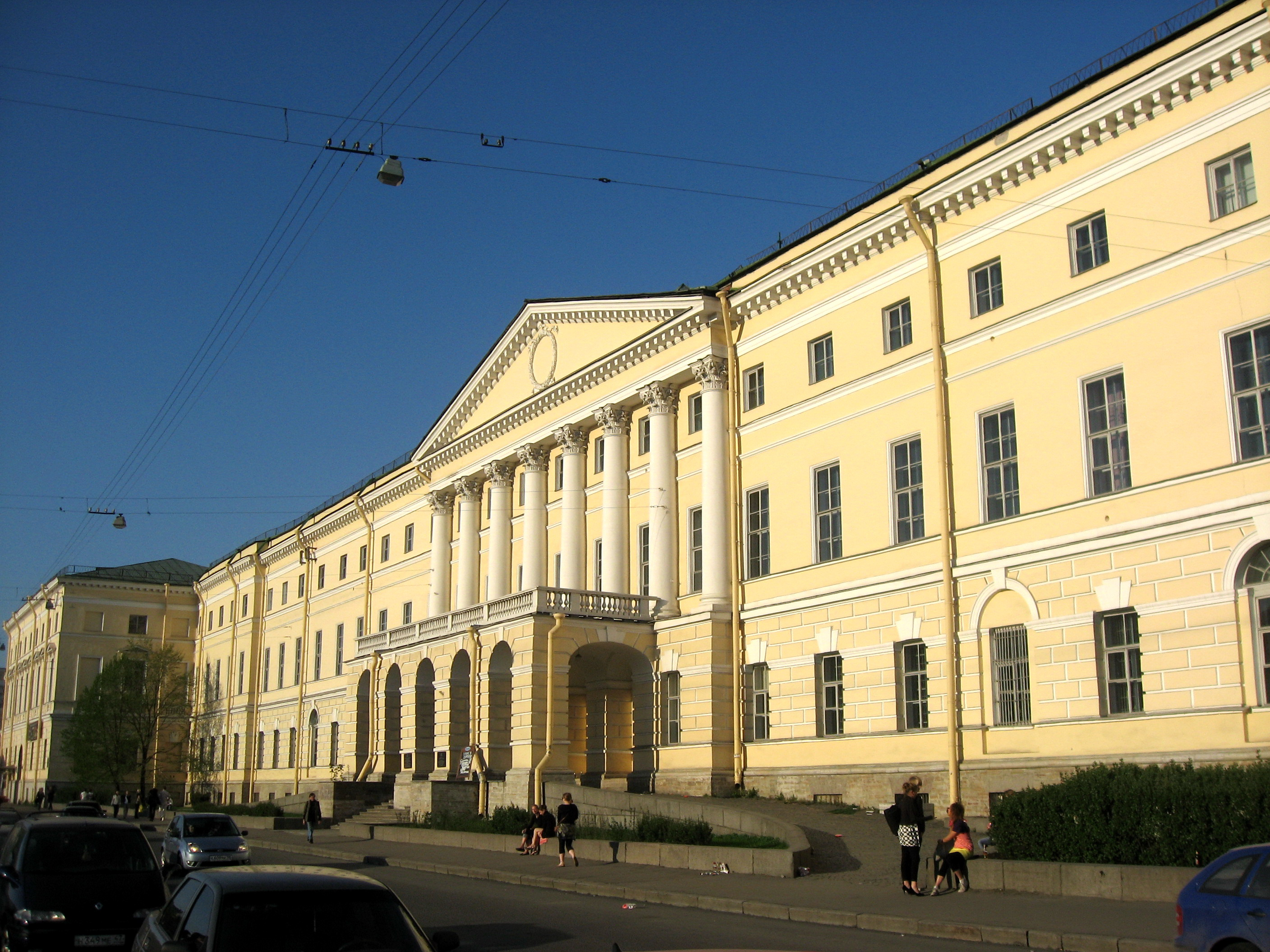
La chapelle Sainte-Catherine de l'école pour jeunes filles nobles, située en face du palais de Tauride de Saint-Pétersbourg.

En 1837, Nicolas Ier prit la décision de faire construire un nouveau palais impérial dans l'enceinte du Kremlin. L'architecte Constantin Thon fut chargé du projet qui prévoyait sept-cents salles et pièces de réception avec, au rez-de-chaussée, les pièces réservées à l'empereur et aux membres de la famille impériale. Un grand escalier permettait d'accéder à cinq vastes salles situées à l'étage. Chacune de ces cinq pièces était consacrée à l'un des cinq ordres de l'Empire russe : une pièce réservée à l'ordre de Saint-André (salle Saint-André), une pièce réservée à l'ordre de Sainte-Catherine (salle Sainte-Catherine), une salle réservée à l'ordre de Saint-Vladimir (salle Saint-Vladimir), une pièce réservée à l'ordre de Saint-Alexandre Nevski (salle Saint-Alexandre-Nevski) et une autre salle réservée à l'ordre de Saint-Georges (salle Saint-Georges). Le salon Sainte-Catherine était également utilisé comme salle du trône par l'épouse de l'empereur. De nos jours, la fédération de Russie utilise cette salle pour recevoir les dignitaires étrangers.
Nicolas Ier attribua 176 insignes de l'ordre de Sainte-Catherine.
Sous l'Empire, chaque ordre possédait sa propre église. Concernant l'ordre de Sainte-Catherine, ce fut l'église Sainte-Catherine qui lui fut attribuée en 1845. Celle-ci était située dans les bâtiments de l'Institut pour jeunes filles de Saint-Pétersbourg.

### Célébration de la fête de l'ordre
La célébration de la fête de la Sainte-Catherine avait lieu le 24 novembre (selon le calendrier julien, jour de fête de sainte Catherine d'Alexandrie). L'ordre était réuni pour la Divine Liturgie. Puis revêtues de leur tenue d'apparat et de l'insigne de l'ordre, les grandes-duchesses, suivies de 106 récipiendaires de l'ordre de Sainte-Catherine (1re classe et 2e classe), se rendaient en procession de la chapelle impériale à un banquet préparé spécialement pour l'occasion.

## Sous le règne d'Alexandre II

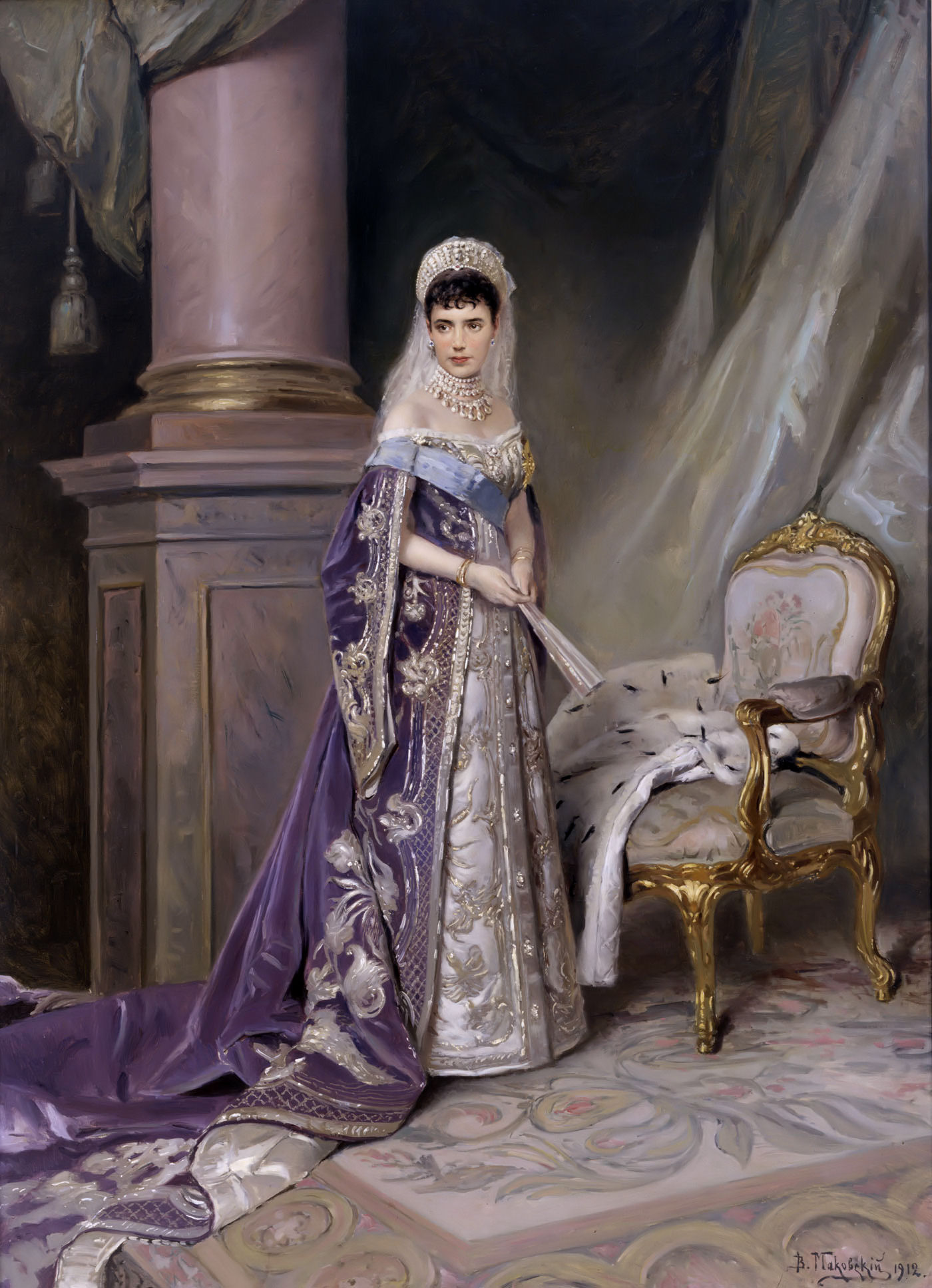
L'impératrice douairière en 1912 en tenue de cour réglementaire, avec un sarafane droit brocardé et un kokochnik de diamant sur la tête, par Vladimir Makovski.

### Modification de la tenue
En 1855, Alexandre II projeta de réformer la tenue d'apparat de l'ordre de Sainte-Catherine. L'empereur fit appel à Adolphe Charlemagne (1827-1901) pour réaliser les croquis de la nouvelle tenue de cérémonie de ces dames. De nos jours conservés aux archives de la fédération de Russie, ils nous donnent un aperçu de cette nouvelle tenue vestimentaire. Les jours de cérémonie de l'ordre, les récipiendaires revêtaient le sarafane (robe traditionnelle dans le vieux style russe portée avec manches ou sans manches, dans ce dernier cas, elle était portée sur un corsage). En outre, la titulaire était coiffée d'un kokochnik. Les grandes-duchesses et les personnes royales étrangères portaient sur le safarane un manteau de velours violet doublé d'hermine. Ce projet fut abandonné.

### Modification des insignes

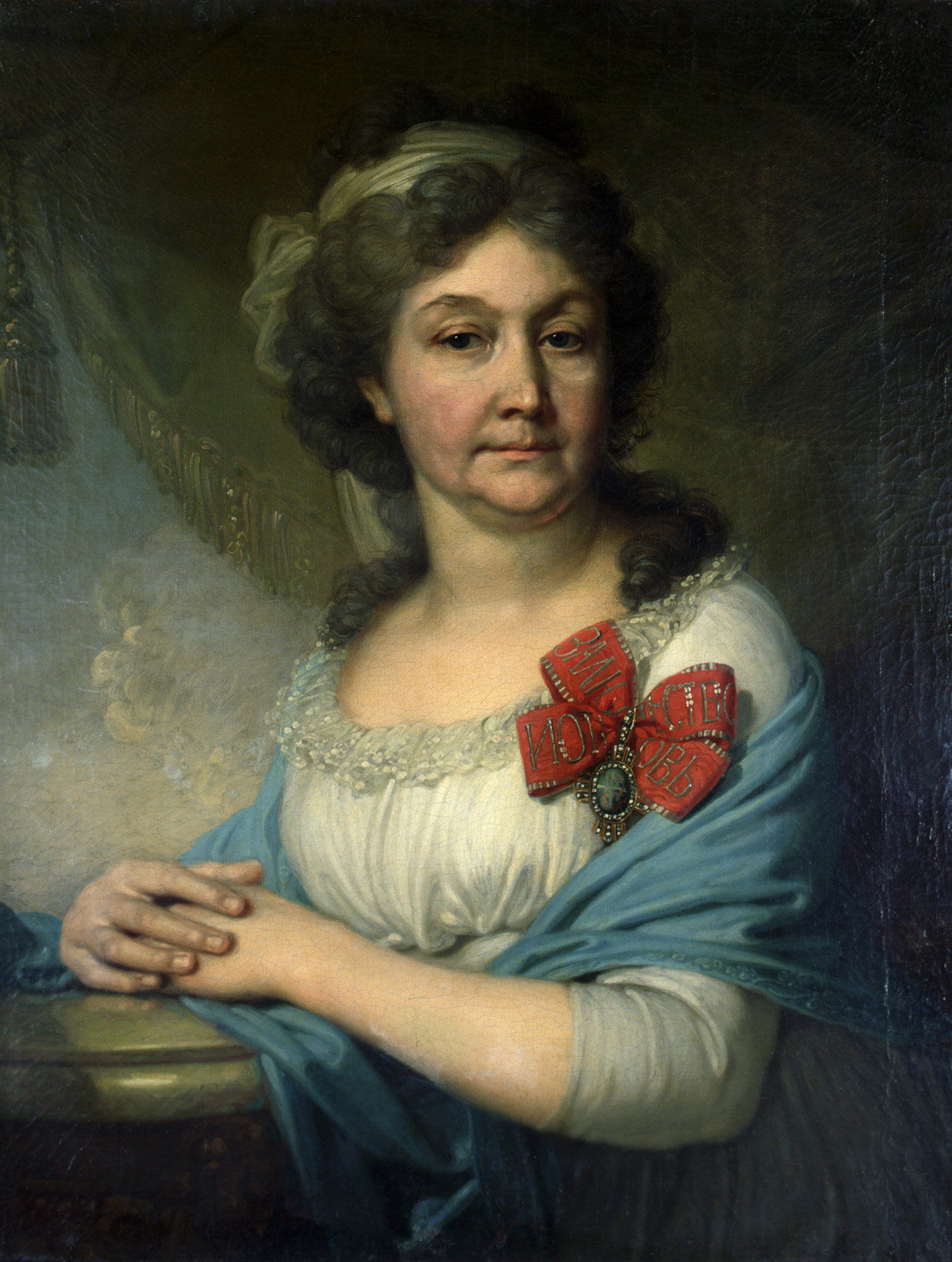
La Princesse Varvara Sergueïevna Vassilieva, née Ouroussova (1751-1831), portant le nouvel insigne de l'Ordre de Sainte-Catherine après le décret du 20 octobre 1856.

Peu de modifications furent apportées au cours du XVIIIe siècle aux statuts et insignes de l'ordre de Sainte-Catherine. À notre connaissance, seules la taille et la décoration des insignes différaient.
Par oukase signé du 20 octobre 1856, Alexandre II affirma sa volonté d'apporter un changement dans la taille des insignes de 1re classe et 2e classe. À cette date, seules les titulaires de l'ordre de 1re classe avaient le droit d'orner leur insigne de diamants polis. Quant à l'ordre de 2e classe, celui-ci était serti de diamants à l'état brut.

### L'insigne après le 20 octobre 1856

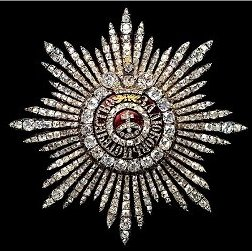
La plaque de l'Ordre de Sainte-Catherine (1re classe).

Le ruban de couleur rouge est bordé de liserés argentés avec cette inscription : « Pour l'Amour et la Patrie ». En cette fin du XVIIIe siècle et ce début du XXe siècle, l'ordre de Sainte-Catherine différait par sa taille et son ornementation de l'insigne du XVIIIe siècle.
L'insigne de 1re classe possédait une taille approximative de 85 millimètres de hauteur, sa largeur était d'environ 75 millimètres.
L'insigne de 2e classe possédait une hauteur d'environ 37 millimètres et une largeur de 27 millimètres.
- sur l'avers : L"insigne de 1re classe se présentait sous l'aspect d'une croix de diamants taillés, celui de 2e classe était serti de diamants bruts. En son centre, un médaillon de forme ovale ceint par des diamants pour la 1re classe, cerclé d'or pour la 2e classe. Il représente sainte Catherine d'Alexandrie vêtue d'une longue robe rose, un manteau bleu doublé d'hermine recouvre ses épaules, dans sa main gauche, une croix blanche avec, en son centre une croix ornée de diamants, dans sa main droite une palme. À ses côtés, la roue, symbole de son supplice. Dans les quatre quadrants formés par la croix cette inscription : « DSFR » (latin : Domine salvum fac regem (Dieu sauve le tsar)) - en alphabet cyrillique : « ГСЦ » - Господи, спаси Царя!)[13].
- sur le revers : Sur le revers de l'insigne, l'image représente une tour en ruine, au pied de celle-ci, deux aigles détruisent un nid de serpents, au sommet de la tour un aire abritant deux aiglons. Au-dessus de la tour, l'inscription de cette devise : « Aequant Munia Comparis ».
- La plaque : Après la réforme d'Alexandre II de Russie, la plaque se présentait sous la forme d'une étoile à huit branches incrustées de diamants. Au centre, un médaillon rouge représentant la roue (symbole du martyre de sainte Catherine d'Alexandrie) surmontée d'une croix. Encerclant le médaillon central l'inscription : « Pour l'Amour et la Patrie »[13].

Le ruban était à l'origine blanc orné de liserés dorés, lors de la réforme des statuts de l'Ordre en 1797, il fut de couleur rouge bordé de liserés argentés. L'étoile à huit branches était épinglée sur le côté gauche de la poitrine de la récipiendaire. Le ruban d'une largeur de 10 centimètres était porté sur l'épaule droite. Sur ce dernier était inscrite la devise de l'Ordre : « Pour l'Amour et la Patrie ».

### Médaille d'honneur de l'Ordre de Sainte-Catherine
En octobre 1877, Alexandre II institua la médaille d'honneur de Sainte-Catherine qui s'inspirait de l'ordre militaire de Saint-Georges créé en 1807. Contrairement à l'ordre de Sainte-Catherine, cette médaille n'était pas un titre honorifique, mais une récompense destinée aux dames n'appartenant pas aux rangs susceptibles de recevoir l'ordre de Sainte-Catherine (1re et 2e classe). Cette médaille d'honneur était accordée à titre exceptionnel à des bienfaitrices ou à des dames auteurs de hauts faits de bonté et de miséricorde (en avril 1877, une guerre opposait la Russie impériale à l'Empire ottoman). Ces médailles n'ayant été que très rarement décernées sont de nos jours très recherchées.

#### Description
Cet insigne se présente sous la forme d'un médaillon de forme ovale surmonté de la couronne impériale. Le métal employé était différent selon la classe : une couronne d'or pour la 1re classe, une couronne d'argent pour la 2e classe. Au centre, l'image montre sainte Catherine tenant une croix blanche. Une roue, symbole de son supplice, est posée à ses côtés.
Alexandre II attribua 112 insignes de l'ordre de Sainte-Catherine. Parmi les récipiendaires, il y eut Alexandra de Danemark, Iekaterina Saltykova grand-croix, dame d'honneur et chambellan.

## Sous le règne d'Alexandre III
L'impératrice Maria Fiodorovna fut la dernière grande-maîtresse de l'ordre de Sainte-Catherine.
Alexandre II attribua 64 insignes de l'ordre de Sainte-Catherine.

## Sous le règne de Nicolas II

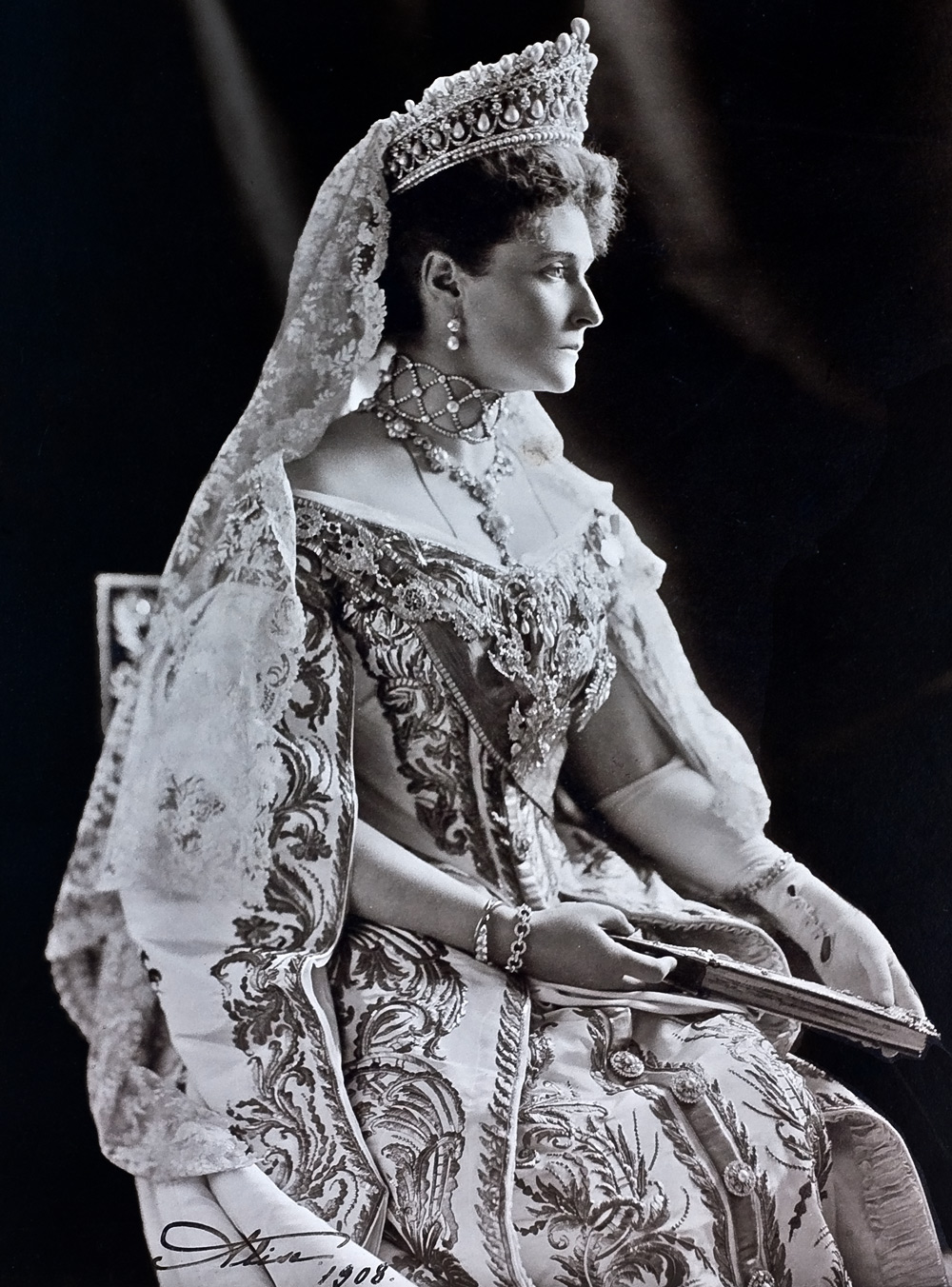
L'impératrice Alexandra Fiodorovna de Russie portant le ruban rouge de l'ordre de Sainte-Catherine (vers 1907).

Nicolas II attribua 105 insignes de l'ordre de Sainte-Catherine, dont la princesse Alice de Battenberg.
En 1917, l'impératrice Alexandra ses filles emportèrent en exil à Tobolsk puis à Iekaterinbourg leurs insignes et leurs plaques de l'Ordre de Sainte-Catherine. Ils furent retrouvés en 1933.

## Abolition de l'Ordre de Sainte-Catherine par les Bolcheviks
Le 23 novembre 1917, le Comité exécutif central abolit l'Ordre de Sainte-Catherine.

## Après la Révolution
Après le renversement de la monarchie en 1917, le grand-duc Cyrille de Russie, cousin de Nicolas II, se proclama empereur de Toutes les Russies. Ses descendants : Le grand-duc Wladimir, sa fille, la princesse Marie continuèrent à attribuer les ordres de l'Empire russe. Par leur statut de chef de la Maison impériale de Russie, ceux-ci revendiquent leur droit d'attribuer les titres honorifiques hérités de l'Empire russe. Les opposants au grand-duc Cyrille et leurs descendants doutent de la légitimité des titres honorifiques décernés,.
Le 13 août 1948, à l'occasion de son mariage avec la princesse Léonida Bagration-Moukhranskaïa, le grand-duc Cyrille de Russie attribua l'ordre de Sainte-Catherine à son épouse. Sa fille, la grande-duchesse Maria Vladimirovna reçut l'ordre de Sainte-Catherine, le 23 décembre 1953, jour de sa naissance.

## Réinstitution en 2012
Par oukaze du président de la fédération de Russie Dmitri Medvedev du 3 mai 2012, l'« ordre de Sainte-Catherine » est institué de nouveau, en s'appuyant sur le précédent ordre impérial.